# Eredvi
Eredvi (en georgiano: ერედვი; en ruso: Ередви) o Ered (en osetio: Еред) fue un pueblo que pertenece a la parcialmente reconocida República de Osetia del Sur, parte del distrito de Tsjinval, aunque de iure pertenece al municipio de Eredvi de la región de Iberia Interior de Georgia.

## Geografía
Eredvi está situado a 5 km de Tsjinvali, capital de Osetia del Sur. 

## Historia
En el siglo X, el arquitecto Tevdore Taplaisdze construyó en el pueblo la basílica de Eredvi. La aldea fue a menudo destruida por los turcos selyúcidas y, a finales del siglo XVIII, los lezguinos atacaron con frecuencia. El pueblo pasó a formar parte de la región de Tsjinvali en 1960.
Eredvi fue una de las siete aldeas que formaron un “enclave georgiano” en la autovía transcaucásica. Durante el conflicto georgiano-osetio, durante el asedio de Tsjinvali, la población osetia (hasta el 25%) de estas aldeas fue expulsada, mientras que al comienzo mismo del conflicto, las poblaciones georgiana y judía fueron expulsadas de los enclaves osetios y de Tsjinvali. Durante la guerra de Osetia del Sur de 1991-1992, los georgianos lograron controlar el pueblo. El 18 de marzo de 1991, cerca de Eredvi se produjo la tragedia de Eredvi, que provocó el asesinato y entierro vivos de 12 osetios por parte de las fuerzas armadas georgianas.
La población georgiana fue evacuada en vísperas de la guerra ruso-georgiana de agosto de 2008 a Georgia, y posteriormente sus casas fueron incendiadas bajo el control del Ministerio del Interior de Osetia del Sur. Durante la guerra la aldea fue objeto de bombardeos rusos, con informes de la destrucción de una escuela local y al menos tres muertes, según un informe de Human Rights Watch. Después de la guerra, la aldea quedó despoblada y dejó de existir, y su territorio quedó bajo el control de las autoridades de la República de Osetia del Sur. El pueblo es visitado periódicamente por turistas.

## Demografía
La evolución demográfica de Eredvi entre 1923 y 2015 fue la siguiente:
| 1624                                                     | 860 | 1059 | 1056 | 1123 | 1103 | 918 | 0 |
| (Fuente: Population of South Ossetia since Soviet times) |     |      |      |      |      |     |   |

Según el censo soviético de 1959, la mayoría de la población local eran georgianos. En el censo soviético de 1989 y el de 2002 realizado por las autoridades georgianas, que controlaban Eredvi, la composición étnica del pueblo es la siguiente:
|              | 1989      | 1989       | 2002      | 2002       |
| Grupo étnico | Población | Porcentaje | Población | Porcentaje |
| ------------ | --------- | ---------- | --------- | ---------- |
| Georgianos   | 839       | 75%        | 882       | 96%        |
| Osetios      | 264       | 25%        | 36        | 4%         |
| Total        | 1103      | 100%       | 918       | 100%       |

## Infraestrucctura

### Arquitectura, monumentos y lugares de interés
Aquí se encuentra la basílica de San Jorge de Eredvi, construida a principios del siglo X.

### Transporte
Por Eredvi pasa la autovía transcaucásica, que une Gori y Osetia del Norte-Alania.